# Подарунок самотній жінці
«Подарунок самотній жінці» (латис. Dāvana vientuļai sievietei) — радянський художній фільм 1973 року, комедія.

## Сюжет
Банда автовикрадачів з достовірного джерела дізнається, що молодій господині Кньопіене, що живе на далекому хуторі, брат подарував «Волгу». Двоє з них — Кроніс і Спульгіс, під виглядом ветеринарів, проникають на хутір і намагаються вкрасти новенький автомобіль. На подив, старенька поводиться насторожено, і зловмисникам складно сховатися від її постійної присутності.
У нелегкій справі викрадання чужого майна, їм складають конкуренцію: дрібний шахрай Зеро і парочка завзятих сусідів Сіетіней.
Після низки пригод вони йдуть у фінську баню, розраховуючи, що для літньої пані така процедура може закінчитися тимчасовою втратою працездатності. Але парилку ледь перенесли самі злодії; а стара господиня виявилася переодягненим лейтенантом міліції Гітой, що задумала і здійснила хитромудрий план затримання злочинців.

## У ролях
- Вія Артмане —  Кньопіене / Гіта
- Леонс Кріванс —  Спульгіс
- Егонс Майсакс —  Кроніс
- Хелена Романова —  Лора
- Харій Лієпиньш —  Зеро
- Едуардс Павулс —  Сієтіньш
- Велта Скурстене —  дружина Сієтіньша
- Гунарс Плаценс —  страховий агент
- Артур Дімітерс —  начальник міліції
- Улдіс Лієлдіджс —  офіційна особа

## Знімальна група
- Сценарій: Лаймоніс Вацземніекс
- Режисер: Ерік Лацис
- Оператор: Зігурдс Вітолса
- Художник: Улдіс Паузерс
- Композитор: Раймонд Паулс